# ويليام الفاتح

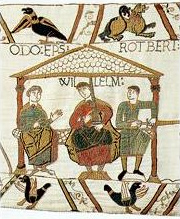
وليام الأول الغازي، منسوجة بايو (Bayeux) ح.1070 م

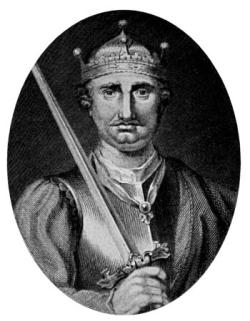

وليام الأول (بالإنجليزية: William I)‏ أو (بالفرنسية: Guillaume Ier le Conquérant)‏ عاش (فاليز، فرنسا ح.1028- رُوان، فرنسا 1087 م) ويعرف غالباً باسم وليام الفاتح (بالإنجليزية: William the Conqueror)‏ وأيضا يعرف باسم وليام النغل (بالإنجليزية: William the Bastard )‏ هو ملك إنجلترا (1066-1087 م) وأول من حكمها من بيت نورماندي، هو أيضاً دوق النورماندي (1035-1087 م).
كان ابناً غير شرعي لأبيه روبرت العظيم من عشيقته هيرليفا، بعد ما خلف والده واجه بعض الصعوبات بسبب وضعه كإبن غير شرعي وأيضاً بسبب صغر سنّه إضافة إلى الفوضى الحاصلة بالبلاد ذلك الوقت.
خلال طفولته وبداية شبابه كان هدفا لعلية نورماندي، للسيطرة عليه ولخدمة مصالحهم الخاصة على حدٍ سواء. في عام 1047م بدأ وليام المحاولات لسحق تمرد من حوله ولكي يستقر ويقوي وضعه كحاكم، لكن لم يتحقق له ذلك إلا في عام 1060م، من الأمور التي ساعدت على ذلك زواجه من ماتيلدا أميرة فلاندرز مما وفّر له حليفاً قويا متمثلاً في مقاطعة فلاندرز المجاورة.
في الخمسينيات وبداية الستينيات أصبح وليام منافسًا قوياً على عرش إنجلترا، التي كان يحكمها في ذلك الوقت إدوارد المعترف الذي لم يكن له أي وريث، ولم يكن وحده من يسعى للعرش فقد كان هناك هارولد جودوينسون الذي سماه الملك إدوارد المعترف لاحقاً وهو على فراش الموت في يناير 1066م كوريثه للعرش. لكن وليام ادعى وبناء على وصية الملك الراحل له بحقه في العرش وقال أيضاً بأن هارولد جودوينسون قد وعده بأنه سيسانده في مطالبته للعرش، بعدها بنى وليام اسطولاً كبيراً وغزى إنجلترا عام 1066 وهزم جيوش الملك هارولد جودوينسون في موقعة هاستنجز (Hastings) في 14 أكتوبر لعام 1066م، وتوّج نفسه ملكا في يوم عيد الميلاد في كاتدرائية وستمنستر، لندن. وفي بدايات سنة 1067م عمل عدة ترتيبات لحكم إنجلترا ثم عاد بعدها إلى نورماندي وحصلت بعدها عدة ثورات لكنها فشلت، وبحلول عام 1075م استقر حكم وليام في إنجلترا.
أثناء حكمه استطاع التغلب على العديد من الثورات، ليقوم بعدها بوضع قوانين جديدة، كما جلب معه العديد من العادات والتقاليد النورماندية (النظام الإقطاعي للإدارة، وكذا نظام المحاكم). قام بإعادة تنظيم أفراد الطبقة الحاكمة، فشكل من حوله طبقة جديدة من النبلاء العسكريين (استقدم معظمهم من فرنسا)، كانوا يتبعون نظاما هرميا قائم على الولاء، يجلس الملك على قمته. أمر عام 1085 م بإجراء كشف شامل عن العقارات والأملاك والأراضي في مملكته، ودَوَّنَها في «كتاب يوم الحساب» (Domesday Book)، وهو الأول من نوعه في تاريخ البلاد.
جلب حكمه الثقافة الفرنسية إلى إنكتلرا وكان لها تأثيرات واضحة على المسارات اللاحقة لإنجلترا في العصور الوسطى. وقد نوقشت تفاصيل هذه التأثيرات ومدى التغيرات من قبل العلماء لأكثر من قرن. بالإضافة إلى تغييرات واضحة في الحكم. كما شهد عصره برنامجا لبناء التحصينات وتغيرات في اللغة الإنكليزية وتحولات في المستويات العليا في المجتمع والكنيسة واعتماد بعض جوانب الإصلاح الكنسي.
توفي وليام في سبتمبر سنة 1087م في حين كان يقود حملة في شمال فرنسا، وبعد وفاته تقسم حكمه بين أبنائه: فذهبت دوقية نورماندي إلى أكبر أبنائه روبرت الثاني، بينما حكم إنجلترا إبنه الآخر وليام الثاني.

## نشأته
ولد وليام في سنة 1027م أو 1028م في فاليز، نورماندي والأرجح انه ولِد في نهايات عام 1028م. وهو الأبن الوحيد وغير الشرعي لأبيه روبرت الأول دوق نورماندي، ووالدته هي هيرليفا والتي تزوجت لاحقاً من هيرلوين (بالفرنسية:Herluin de Conteville) وأنجبت منه ابنين اودو آيرل كنت وروبرت كونت مورتين، وكذلك ابنة مجهولة الأسم. ولوليام اخت من أبيه تصغره اديلايد (بالإنجلزية:Adelaide of Normandy)
تولى روبرت والد وليام الدوقية في 6 أغسطس من عام 1027م خلفاً لأخيه ريتشارد الثالث الذي لم يتسلم الدوقية إلا لسنة فقط، وكان روبرت في خلاف مع أخيه حول الحكم ونظراً لذلك -وبسبب موت ريتشارد المفاجئ- اتهمه بعض الكتاب بقتل أخيه وهي تهمة منطقية نظراً لتلك الظروف، لكنها لم تثبت عليه ابداً. في البداية لم تستقر الأوضاع في نورماندي بسبب معارضة العائلات النبيلة لكنها استقرت بحلول عام 1031م حيث تمكن روبرت من جمع بعض النبلاء حوله وهولاء سيكون لهم دور بارز في حياة وليام.
لمدة طويلة لم يُعرف من سيكون وريث دوقية نورماندي، خاصة أن روبرت الأول دوق نورماندي لم يتزوج ولم ينجب إبنا شرعياً ولذلك كانت التوقعات بأن وليام سيكون خلفه، وفي عام 1034م قرر روبرت الحج إلى القدس وفي يناير 1035م وقبل رحلته جمع رجالات نورماندي وسمى وليام خليفة له، وفي طريق عودته إلى نورماندي في اوائل يوليو توفي روبرت في نيقية.

## توليه دوق نورماندي

### التحديات
واجه ويليام العديد من التحديات عندما أصبح دوقًا، من ضمنها ولادته غير الشرعية ومرحلة شبابه: تشير الأدلة إلى أن عمره كان في ذلك الحين سبع أو ثماني سنوات. حصل على الدعم من عمه الأكبر رئيس الأساقفة روبرت، إضافة إلى الدعم من ملك فرنسا هنري الأول، مما مكّنه من الوصول إلى دوقية والده. يُظهر الدعم الذي حصل عليه الأمراء الإنجليز في المنفى في محاولتهم العودة إلى إنجلترا في عام 1036، أن الأوصياء على الدوق الجديد كانوا يحاولون مواصلة تطبيق سياسات والده، لكن موت رئيس الأساقفة في مارس عام 1037، سبب خسارة أحد داعمي ويليام الرئيسيين، وسرعان ما انحدرت الظروف في النورماندي إلى حالة فوضى.
استمرت الفوضى في المدينة حتى عام 1047، وكانت السيطرة على الدوق الشاب إحدى أولويات أولئك المتنافسين على السلطة. في البداية، كان لدى آلان من بريتاني الوصاية على الدوق، لكن عندما توفي آلان، إما في نهاية عام 1039 أو في أكتوبر من عام 1040، أصبح غيلبرت من بريوني هو المسؤول عن ويليام. قُتل غيلبرت بعد عدة أشهر، إلى جانب حارس آخر اسمه تورتشيلتي قُتل أيضًا في وقت قريب من موت غيلبرت. ذُبح حارس آخر اسمه أوسبيرن في بداية أربعينيات القرن الأول في مخدع ويليام عندما كان نائمًا. قيل إن خال ويليام، أُجبر مرات عديدة أن يخبئ الدوق الصغير في منازل الفلاحين، رغم أن هذه القصة قد تكون تنميقًا من المؤرخ أورديريك فيتاليس. قال المؤرخ إليانور سيرل إن ويليام تربى مع ثلاثةٍ من أولاد عمومته، الذين أصبح لهم أهمية كبيرة في مسيرته لاحقًا- ويليام فيتزوبيرن، وروجر دو بومونت وروجر مونتغومري. رغم أن العديد من النبلاء النورمانديين خاضوا حروبهم ونزاعاتهم الخاصة خلال سن قصور ويليام، فإن الفيكونتات ظلوا يعترفون بالحكومة الدوقية، وكان التسلسل الهرمي الكنسي داعمًا لويليام.
استمر الملك هنري في دعم الدوق الشاب، لكن معارضي ويليام توحدوا في أواخر عام 1046، في تمرد ضده تمركز في النورماندي السفلى؛ وقاده غاي من بورغاندي بدعم من نايجل، فيكونت كوتينتين، ورانولف، فيكونت بيسين. وفقًا لبعض القصص التي قد يكون لها أصول من الأساطير، كان هناك محاولة لأسر ويليام في فالوغنز، لكنه هرب تحت جنح الظلام، وطلب اللجوء لدى الملك هنري. عاد هنري وويليام إلى النورماندي في بداية عام 1047، وانتصروا في معركة فاليس ديونز بالقرب من مدينة كان، رغم أن تفاصيل المعركة الفعلية التي تم تسجيلها تعد قليلة. ادعى ويليام من بواتييه أن الفوز بالمعركة كان بصورة رئيسية بسبب جهود ويليام، لكن الروايات السابقة تزعم أن رجال الملك هنري وقيادته لعبوا أيضًا دورًا مهمًا في ذلك الفوز. تولى ويليام السلطة في نورماندي، وأعلن بعد فترة قصيرة من المعركة عن هدنة الله في أنحاء دوقيته، في محاولة منه للحد من الحرب والعنف من خلال تقليل عدد أيام السنة التي يسمح فيها بالقتال. رغم أن معركة فاليس ديونيس كانت نقطة تحول في سيطرة ويليام على الدوقية، فإنها لم تكن نهاية صراعه للسيطرة على طبقة النبلاء. شهدت الفترة بين عامي 1047 و 1054 حربًا شبه مستمرة، مع وجود نزاعات أقل استمرت حتى عام 1060.

## الخلافات حولإنجلترا
بعد وفاة الملك ادوارد المعترف والذي لم يكن له أبناء. حصل تنازع على العرش الإنكليزي من قبل ثلاث اشخاص وهم ويليام الفاتح وهارولد الثاني وهارالد الثالث ملك النرويج. كان ويليام ذو صلة دم ضعيفة إذ أن عمته إيما النورماندي هي أم إدوارد. كما اعتبر ان إدوارد الذي قضى معظم حياته في المنفى في نورماندي أثناء الاحتلال الدنماركي لإنجلترا كان قد وعده بولاية العرش أثناء زيارة قام بها ويليام إلى انكلترا سنة 1052 كما ادعى أن هارولد قد تعهد بالولاء له سنة 1064 حيث انقذ ويليام سفينة هارولد من الغرق ضد كونت بونثيو. كما أنهما هزما معا كونت بريتاني كونان الثاني وفي ذلك الموقف خدع ويليام هارولد بأن جعله يقسم بالولاء على عظام القديس.
وفي سنة 1066 تم تعيين هارولد ملكا على انكلترا وفقاً لتصويت المطرانات الكاثوليك

## غزوإنجلترا
و في نفس الوقت قدم ويليام ادعاءه بأحقية العرش إلى البابا الكسندر الثاني Pope Alexander II والذي بدوره أرسل كتاب له مكرسا له الدعم البابوي.و شكل بعد ذلك مجلس حرب في ليلابونا Lillebonne وبدأ علنا في كانون الثاني بتجميع الجيش النورماندي وقدم الوعود بتوزيع الأراضي الإنكليزية والألقاب. وشكل أسطول ضخم مكون من 696 سفينة، كما شملت قواته على أعداد كبيرة من المرتزقة والحلفاء من بريتاني وشمال شرق فرنسا وفلاترز إضافة إلى أعداد أخرى من أجزاء مختلفة من فرنسا ومستعمرات النورماندي في إيطاليا. في حين كان هارولد قد جمع جيشا كبيرا على الساحل الجنوبي لانكلترا وعدد كبير من السفن لحماية القنال الإنجليزية.
تأخر عبور ويليام 8 أشهر بسبب عدم ملائمة الطقس وقد استطاع خلال هذه الفترة المحافظة على تماسك جيشه. على العكس من جيش هارولد الذي عانا من نقص الإمدادات وتضاءل الروح المعنوية لجنوده خصوصا مع قدوم موسم الحصاد. كما أنه قام بتجميع سفنه قبالة لندن تاركا القنال بدون حراسة. ومن ثم جاءت الأنباء أن المتنافس الثالث على العرش هارالد الثالث ملك النرويج بدعم من شقيقه توستي قد حط على بعد عشرة أميال من يورك مما اضطر هارولد من تحريك جيشه وبعد عشرة أيام وقعت المعركة واستطاع الانتصار على هارالد في توستي في 25 سبتمبر 1066.
أخيرا استطاع اسطول ويليام التحرك في 27 سبتمبر والإبحار عبر القنال ليحط في خليج سوسكس Sussex في 28 سبتمبر وقد فقد سفينتين من أسطوله وعند وصوله إلى اليابسة أخذ بيده حفنة من التراب معلنا للجميع أنه ملك انكلترا لينتقل إلى هاستينغز مشيدا قلعته الخشبية لإدارة العمليات منتظرا عودة جيش هارولد من الشمال.

### معركة هاستنجز
على بعد 7 ميل من هاستينغز
استمرت معركة هاستينغز طوال اليوم وعلى الرغم من أن عدد الجنود في كلا الجانبين كان متساو إلا أن ويليام كان لديه سلاح الفرسان والمشاة إضافة إلى الرماة بينما كان لهارولد فقط سلاح المشاة وبعض الرماة. قام هارولد بتشكيل جدار من الدروع على طول التلال وقد استطاع النجاح في صد هجوم جيش ويليام وألحق فيه خسائر فادحة. مما أضطر وليام إلى لبس خوذته لينفي الإشاعة القائلة بموته. وكان الجنود الإنكليز يلحقون بمشاة النورمان الفارين على الأقدام مما سمح للخيالة النورمان المتمترسين خلف المشاة بشن هجمات متكررة على هؤلاء الجنود والحاق خسائر بهم. وبدأ الأثر التدريجي لسهام النورمان بالظهور بإضعاف جدار الدروع الإنكليزية. وفي النهاية قام الفرسان بشن هجوم أدى إلى موت هارولد حاسمين المعركة وفر بقية الجنود الإنكليز خوفا
من الملاحظ أن معارك ذلك الوقت نادرا ما استمرت أكثر من ساعتين إلا أن معركة هاستينغز استمرت تسع ساعات مما يدل على اصرار كلا الطرفين على حسم المعركة

### الزحف إلى لندن
انتظر ويليام مدة اسبوعين للحصول على الاستلام الرسمي للعرش، لكن عوضا عن ذلك أعلن مجلس النبلاء السكسوني الشاب إدغار إثيلينج Edgar Ætheling ملكا على انكلترا دون أن يتم تتويجه. بذلك أصبحت وجهة ويليام لندن وبدأ بالسيطرة على المناطق المهمة كينت Kent عبر دوفر Dover وكانتربيري Canterbury, مثيرا الخوف في قلوب الإنكليز. لكن عند لندن تعرض جيشه لهجوم مجبرا إياه للتراجع إلى جسر لندن، وعند ذلك قرر الزحف إلى الغرب ومهاجمة لندن من الشمال الغربي. بعد وصول الإمدادات العسكرية لجيشه عبر ويليام نهر التايمز عند والينغفورد Wallingford, وهناك استسلم له المطران ستيجناد Stigand. وصل ويليام في أوائل ديسيمبر إلى بركهامستد Berkhamsted. وبعد أيام قليلة تنازل إدغار اثيلينج عن العرش وبذلك استنفذت طبقة النبلاء الإنكليزية خياراتها وعند ذلك أعلن ويليام ملك انكلترا وقد أمر أن يكون تتويجه في لندن وبأن يدعى ويليام الأول ملك انكلترا

## ملكإنجلترا
توج ويليام كملك لانكلترا رسميا في يوم عيد الميلاد سنة 1066 في دير ويستمنستر، وقام المطران ألدرد Aldred بتنصيبه ملكا.

## روابط خارجية
- ويليام الفاتح على موقع الموسوعة البريطانية (الإنجليزية)
- ويليام الفاتح على موقع إن إن دي بي (الإنجليزية)